# Гаряча жувальна гумка 6: Піднімайте якір
Гаряча жувальна гумка 6: Піднімайте якір (івр. הרימו עוגן) — ізраїльська кінокомедія 1985 року, шостий фільм із серії «Гаряча жувальна гумка».

## Сюжет
Знайомі герої стають матросами і не просто на робочому судні, а туристичному лайнері. Але в рядах наших ловеласів, готових до пригод, поменшало. Момо тепер в Америці, він звідти регулярно шле подробиці своїх любовних пригод, що викликає непідробний інтерес у приятелів.
У Юдале бурхливий роман з дівчиною, батько якої рішуче налаштований проти такого залицяльника. Намагаючись врятуватися від розлюченого батька, Юдалі разом з Бенці виявляється на судні, якому належить курсувати по Середземномор'ю.
Яке ж було здивування і відчай Юдале, коли в боцмана на кораблі він дізнається батька своєї пасії ?! Дія розгортається швидкими темпами, тут є місце романтиці, справжнього кохання, пригодам молодих і активних і навіть заварушці з коштовностями. Бенці покірний капітанською донькою ...